# Д’Алессандро, Лусиано
Лусиано Д’Алессандро Гонсалес (исп. Luciano D'Alessandro González, род. 24 января 1977, Эль-Тигре, Ансоатеги, Венесуэла) ― венесуэло-колумбийский актер и модель, известный своими работами в различных сериалах.

## Биография
Лусиано Д'Алессандро Гонсалес родился 24 января 1977 года в венесуэльском штате Ансоатеги. В 16 лет он получил степень бакалавра в Лицее Сан-Франциско в Ассизи и уехал в Маракай, где получил степень системного инженера в Двухсотлетнем университете Арагуа. Но позже он решил стать актёром и переехал в Каракас, где начал посещать кастинги для сериалов и рекламных роликов. Он изучал театр и музыку у профессора Натальи Мартинес, что дало ему возможность поступить в актерскую академию телеканала RCTV. 
Свою первую главную роль он сыграл в 2005 году в теленовелле RCTV «Любовь из-под палки».
Он также играл в театре в постановках «Геркулес», «Голливудский стиль» и «Эстас Ахи».
В 2014 году Д’Алессандро стал гражданином Колумбии. В 2022 году он женился на венесуэльской журналистке Марии Алехандре Рекене в Картахене, Колумбия, и в настоящее время живёт в Боготе, Колумбия, и Майами, США.

## Фильмография
| Год       | Название                                     | Роль                          |
| --------- | -------------------------------------------- | ----------------------------- |
| 2000      | Тряпичная кукла                              | Даниэль                       |
| 2001-2002 | Голая правда                                 | Абель                         |
| 2002-2003 | Моя прекрасная толстушка                     | Роман Фонсека                 |
| 2004      | Сумасбродная Анастасия                       | Сантьяго Боросфки Саманьего   |
| 2005-2006 | Любовь из-под палки                          | Хуан Марко Коронель           |
| 2006-2007 | Ты в моём соусе                              | Карлос Рауль Перрони Монтьель |
| 2008      | Поток                                        | Рейнальдо Габальдон Леаль     |
| 2010      | Семейные секреты                             | Алехандро Валенсия            |
| 2011      | Молодая вдова                                | Кристиан Гумбольдт            |
| 2012      | Мой бывший меня хочет                        | Алонсо Прада                  |
| 2013-2014 | В любом случае Роза                          | Фелисберто Мачо-Вергара       |
| 2015      | Селия                                        | Альберто Бланко               |
| 2016      | В любом случае Роза                          | Алонсо Маркес                 |
| 2016-2019 | Закон сердца                                 | Пабло Домингес Ортис          |
| 2019      | Решения: одни выигрывают, другие проигрывают | Гильермо Моран                |
| 2020      | Операция «Тихий океан»                       | Хорхе Камачо                  |
| 2021-2022 | Медсёстры                                    | Доктор Феликс Андраде         |
| 2023      | Любовь, которая лжёт                         | Рохелио                       |